# Ronald West
Ronald West (Ronald Albert „Ron“ West; * 27. April 1914; † 22. Oktober 1992 in Rainham, London) war ein britischer Geher.
Bei den Olympischen Spielen 1948 in London wurde er Siebter im 10.000-Meter-Gehen; seine Zeit ist nicht überliefert. In der Vorrunde stellte er mit 47:11,6 min seine persönliche Bestzeit auf.